# Jelena Romanowa
Jelena Nikołajewna Romanowa z domu Małychina (ros. Елена Николаевна Романова. z domu Малыхина; ur. 20 marca 1963 w Wierchniekumskim, zm. 27 stycznia 2007 w Wołgogradzie) – rosyjska biegaczka, wicemistrzyni świata z Tokio z 1991 i mistrzyni olimpijska z 1992 w biegu na 3000 metrów. Była też finalistką igrzysk olimpijskich w Seulu oraz Atlancie.